# 14960 Yule
14960 Yule eller 1996 KO är en asteroid i huvudbältet som upptäcktes den 21 maj 1996 av den italiensk-amerikanske astronomen Paul G. Comba vid Prescott-observatoriet. Den är uppkallad efter matematikern George Udny Yule.